# Rudolf Bella
Rudolf Friedrich Martin Bella (* 7. Dezember 1890 in Hermannstadt, Siebenbürgen; † 14. Juli 1973 in Romanshorn) war ein ungarischer Komponist.

## Leben
Rudolf Bella war der Sohn von Ján Levoslav Bella, der mehrere Jahre als Organist in Hermannstadt wirkte. In Wien studierte er Komposition bei Eusebius Mandyczewski und Orchesterleitung bei Franz Schalk. Von 1921 bis 1924 war er Dirigent in Czernowitz, von 1925 bis 1939 in Ravensburg und in Romanshorn. Bella korrespondierte mit dem Musiktheoretiker und Musikkritiker Heinrich Schenker.
Bella komponierte drei Opern, eine Sinfonie in E-Dur, zwei sinfonische Dichtungen: Über einem Grabe und Herbst, eine Streicherfantasie, kammermusikalische Werke, Orgel- und Klavierstücke, ein Oratorium, ein Requiem, Chorwerke und Lieder.